# Силкворт (Пенсилванија)
Силкворт (енгл. Silkworth) насељено је место без административног статуса у америчкој савезној држави Пенсилванија.

## Демографија
По попису из 2010. године број становника је 820.
| Група             | 2000.    | 2010.       |
| Белци             | 0 (0,0%) | 798 (97,3%) |
| Афроамериканци    | 0 (0,0%) | 4 (0,5%)    |
| Азијати           | 0 (0,0%) | 1 (0,1%)    |
| Хиспаноамериканци | 0 (0,0%) | 8 (1,0%)    |
| Укупно            | 0        | 820         |